# Landkreis Bitterfeld (Provinz Sachsen)
Der Landkreis Bitterfeld, in Preußen Kreis Bitterfeld, war ein Landkreis, der zwischen 1816 und 1952 in Preußen, der SBZ und der DDR bestand. Das Gebiet des ehemaligen Landkreises liegt heute in den Landkreisen Anhalt-Bitterfeld, Saalekreis und Wittenberg in Sachsen-Anhalt sowie im Landkreis Nordsachsen in Sachsen.

## Verwaltungsgeschichte

### Königreich Preußen
Mit den preußischen Verwaltungsreformen nach dem Wiener Kongress wurde zum 1. Oktober 1816 der Kreis Bitterfeld im Regierungsbezirk Merseburg in der preußischen Provinz Sachsen eingerichtet. Der neue Kreis setzte sich im Wesentlichen aus den ehemals sächsischen Ämtern Bitterfeld, Düben, Gräfenhainichen und Zörbig zusammen. Das Landratsamt war zunächst in Roitzsch und wurde 1827 nach Bitterfeld verlegt.

### Norddeutscher Bund / Deutsches Reich
Seit dem 1. Juli 1867 gehörte der Kreis zum Norddeutschen Bund und seit dem 1. Januar 1871 zum Deutschen Reich.
Zum 30. September 1928 fand im Kreis Bitterfeld entsprechend der Entwicklung im übrigen Preußen eine Gebietsreform statt, bei der nahezu alle Gutsbezirke aufgelöst und benachbarten Landgemeinden zugeteilt wurden.
Am 1. April 1942 wurden Gebietsaus- und -einschlüsse zwischen Preußen und dem Land Anhalt beseitigt. Dabei gab es folgende Umgliederungen:
- Die Gemeinden Goltewitz, Möst b. Schierau, Pösigk, Priorau, Repau und Schierau wechselten aus dem Landkreis Bitterfeld in den Landkreis Dessau-Köthen im Land Anhalt.
- Die Gemeinde Wadendorf wechselte aus dem Landkreis Dessau-Köthen in den Landkreis Bitterfeld.

Nach der Auflösung der Provinz Sachsen zum 1. Juli 1944 gehörte der Kreis zur neuen Provinz Halle-Merseburg, Regierungsbezirk Merseburg. Im Frühjahr 1945 wurde das Kreisgebiet durch die amerikanischen Alliierten Streitkräfte besetzt.

### Sowjetische Besatzungszone / Deutsche Demokratische Republik
Der Landkreis Bitterfeld wurde 1950 um die Gemeinden Bobbau, Jeßnitz und Raguhn des Landkreises Dessau-Köthen und die Gemeinde Döbern des Landkreises Delitzsch vergrößert; gleichzeitig trat der Landkreis Bitterfeld die Gemeinden Kütten (mit Drobitz), Mösthinsdorf, Kösseln, Ostrau (mit Werderthau) und Plötz an den Saalkreis ab.
Im Zuge der Verwaltungsreform von 1952 wechselten die Stadt Gräfenhainichen sowie die Gemeinden Gossa, Gremmin, Gröbern, Jüdenberg, Krina, Möhlau, Schköna, Schwemsal, Söllichau, Tornau und Zschornewitz aus dem Landkreis Bitterfeld in den neuen Kreis Gräfenhainichen. Die Gemeinden Authausen, Durchwehna, Görschlitz und Kossa wechselten in den Kreis Eilenburg im Bezirk Leipzig. Die Stadt Bad Düben kam zunächst zum Kreis Gräfenhainichen, wurde aber noch im gleichen Jahr dem Kreis Eilenburg zugeordnet. Die verbliebenen Städte und Gemeinden bildeten den Kreis Bitterfeld, der wie auch der Kreis Gräfenhainichen dem Bezirk Halle zugeordnet wurde.

## Einwohnerentwicklung
| Jahr | Einwohner | Quelle |
| ---- | --------- | ------ |
| 1816 | 27.676    | [ 3 ]  |
| 1843 | 40.835    | [ 4 ]  |
| 1871 | 48.189    | [ 5 ]  |
| 1890 | 57.145    | [ 6 ]  |
| 1900 | 67.036    | [ 6 ]  |
| 1910 | 76.548    | [ 6 ]  |
| 1925 | 95.219    | [ 6 ]  |
| 1933 | 104.960   | [ 6 ]  |
| 1939 | 118.843   | [ 6 ]  |
| 1946 | 162.303   | [ 7 ]  |

## Kommunalverfassung
Der Landkreis Bitterfeld gliederte sich in Stadtgemeinden, in Landgemeinden und – bis zu deren nahezu vollständigen Auflösung – in Gutsbezirke. Mit Einführung des preußischen Gemeindeverfassungsgesetzes vom 15. Dezember 1933 gab es ab dem 1. Januar 1934 eine einheitliche Kommunalverfassung für alle preußischen Gemeinden. Mit Einführung der Deutschen Gemeindeordnung vom 30. Januar 1935 trat zum 1. April 1935 eine einheitliche Kommunalverfassung in Kraft, wonach die bisherigen Landgemeinden nun als Gemeinden bezeichnet wurden. Diese waren in Amtsbezirken zusammengefasst. Eine neue Kreisverfassung wurde nicht mehr geschaffen; es galt weiterhin die Kreisordnung für die Provinzen Ost- und Westpreußen, Brandenburg, Pommern, Schlesien und Sachsen vom 19. März 1881.

Wappen Landkreis Bitterfeld, 1939

## Landräte
- 1816–1817 Carl Ernst von der Lochau
- 1817–1822 Dr. von Starcke
- 1822–1865 Moritz von Leipziger (seit 1822 kommissarisch)
- 1866–1881 Oskar von Seydewitz
- 1881–1899 Hans von Bodenhausen
- 1900–1902 Wilhelm zu Solms-Sonnenwalde
- 1903–1920 Kraft von Bodenhausen (seit 1902 kommissarisch)
- 1920 August Kamscha
- 1920–1933 Franz Stammer
- 1933–1945 Rolf Habild
- 1945 Gustav Dietrich
- 1945–1950 Alfred Baudi
- 1950–1952 Kurt Spiller[8]

## Wappen
Das Wappen wurde am 15. Februar 1939 durch das Preußische Staatsministerium verliehen und für den späteren Landkreis Bitterfeld am 28. Februar 1995 zur Weiterführung durch das Ministerium des Innern bestätigt.
Blasonierung: „Geviert; Feld 1 und 4: in Silber drei rote Seeblätter, Feld 2: in Gold ein schwarzer, rotbewehrter Löwe, Feld 3: in Gold zwei blaue Pfähle.“
Die Wappengestaltung geht auf die historische Zugehörigkeit des Kreisgebiets ein. Die drei Seerosenblätter greifen das Wappen der Grafschaft Brehna auf, der Meißner Löwe deutet die einstige sächsische Zugehörigkeit an und die zwei „Landsberger Pfähle“ symbolisieren die Markgrafschaft Landsberg. Das Wappen wurde vom Magdeburger Staatsarchivrat Otto Korn gestaltet.

## Städte und Gemeinden

### Stand 1945
Der Landkreis Bitterfeld umfasste 1945 fünf Städte und 69 weitere Gemeinden:
| - Altjeßnitz - Authausen - Beyersdorf - Bitterfeld, Stadt - Brehna, Stadt - Brösa - Burgkemnitz - Drehlitz - Drobitz - Bad Düben, Stadt - Durchwehna - Friedersdorf - Glebitzsch - Golpa - Görschlitz - Gossa - Göttnitz - Gräfenhainichen, Stadt - Gremmin | - Greppin - Gröbern - Großmöhlau - Großzöberitz - Heideloh - Hohenlubast - Holzweißig - Jüdenberg - Köckern - Kossa - Kösseln - Krina - Kütten - Löberitz - Löbersdorf - Mescheide - Mösthinsdorf - Mühlbeck - Muldenstein | - Niemegk - Ostrau - Petersroda - Plodda - Plötz - Pouch - Prussendorf - Quetzdölsdorf - Ramsin - Renneritz - Reuden - Rieda - Rödgen - Roitzsch - Rösa - Salzfurtkapelle - Sandersdorf - Schköna - Schlaitz | - Schmerz - Schrenzsiegelsdorf - Schwemsal - Söllichau - Spören - Stumsdorf - Thalheim - Torna - Tornau - Wadendorf - Werben - Werderthau - Wolfen - Zörbig, Stadt - Zschepkau - Zscherndorf - Zschornewitz |

Im Landkreis lag außerdem der gemeindefreie Gutsbezirk Dübener Heide.

### Vor 1945 aufgelöste oder ausgeschiedene Gemeinden
- Alaunwerk Schwemsal, 1936 zu Düben
- Goltewitz, 1942 zum Landkreis Dessau-Köthen
- Grötz, 1928 zu Löberitz
- Kitzendorf, 1930 zu Brehna
- Möhlau, Tannepöls und Zöberitz, 1936 zur Gemeinde Großzöberitz zusammengeschlossen
- Möst b. Ostrau und Hinsdorf, 1936 zur Gemeinde Mösthinsdorf zusammengeschlossen
- Möst b. Schierau, 1942 zum Landkreis Dessau-Köthen
- Pösigk, 1942 zum Landkreis Dessau-Köthen
- Priorau, 1942 zum Landkreis Dessau-Köthen
- Quetz und Dölsdorf, 1931 zur Gemeinde Quetzdölsdorf zusammengeschlossen
- Repau, 1942 zum Landkreis Dessau-Köthen
- Rodigkau, 1928 zu Löberitz
- Salzfurth und Capelle, 1936 zur Gemeinde Salzfurtkapelle zusammengeschlossen
- Schierau, 1942 zum Landkreis Dessau-Köthen
- Schrenz und Siegelsdorf, 1928 zur Gemeinde Schrenzsiegelsdorf zusammengeschlossen
- Zschiesewitz, 1936 zu Jüdenberg